# إدوارد سوس
إدوارد سوس  (بالألمانية: Eduard Suess)‏ ‏(20 أغسطس 1831 - 26 أبريل 1914) هو جيولوجي نمساوي تخصص في جغرافيا جبال الألب.

## روابط خارجية
- إدوارد سوس على موقع الموسوعة البريطانية (الإنجليزية)
- إدوارد سوس على موقع إن إن دي بي (الإنجليزية)